# 네발톱도마뱀붙이
네발톱도마뱀붙이(Gehyra mutilata)는 커먼 포클로 게코(common four-clawed gecko), 스텀프토 게코(stump-toed gecko), 텐더스킨 하우스 게코(tender-skinned house gecko), 슈가 게코(sugar gecko), 퍼시픽 게코(Pacific gecko), 부티키(butiki)라 불리며, 호주와 동남아시아의 토착 도마뱀붙이류의 일종이다. 스리랑카, 인도차이나, 태평양 제도의 대부분의 섬을 포함하는 수많은 지역에 퍼져나갔다. 집도마뱀붙이와 비교하자면 네발톱은 다소 통통하고 피부가 여리다. 피부는 대개 연한 자줏빛/분홍빛 회색 바탕에, 어린 개체의 경우 금색 반점을 띈다; 이 반점은 나이가 들수록 흐려진다.

## 형태
머리는 폭보다 길이가 길다; 주둥이는 눈과 귓구멍 사이의 길이보다 길고, 안와 지름의 1.3배 정도이다; 이마에는 가운데에 홈이 나있다; 귓구멍은 다소 크고 타원형에 가깝다. 몸뚱이와 사지는 다소 길쭉하고, 쳐져있으며, 뒷다리 밑동 앞부분에는 살이 접혀있다. 발가락은 짧고, 다소의 물갈퀴가 나있다; 밑부분의 박판은 각이 져있고, 가운데의 홈으로 나뉘어있다. 윗부분과 목덜미는 작고 오톨도톨한 비늘로 덮여있고, 등에는 제일 크고 납작한 비늘로 덮여있다. 복부의 비늘은 평범하다. 주둥이비늘(Rostral scale)은 사각형이고, 좌우로 넓적하며, 윗부분은 갈라져있다; 콧구멍은 주둥이비늘, 첫 번째 입술비늘(labial scale), 보통 윗부분의 것이 훨씬 크고 서로 붙어있는 세 개의 코비늘(nasal scale) 사이에 뚫려있다; 윗입술비늘은 8-9 개, 아랫입술비늘은 6-7 개다; 턱비늘(mental scale)은 다소 크고 사각형이다; 턱큰비늘(chin-shield)은 세 쌍이며, 안쪽 비늘은 굉장히 크고 늘어나있으며, 바깥쪽 비늘은 작고, 그 바깥은 작은 비늘로 뒤덮여있다. 항문전공(Femoral pore)은 두 번 휘고 중간에 꺾인 열을 이뤄, 양 옆에 14 - 19개씩 돋아난다. 꼬리는 쳐져있고, 대개 옆구리에 날카롭고 자잘하게 톱날 모양의 경계선이 나있다; 윗표면은 굉장히 작고 납작한 비늘로 뒤덮여있으며, 배는 대개 가운데를 따라 좌우로 길쭉하고 큰 일련의 비늘이 돋아나있다. 윗표면은 회갈색 혹은 적갈색 바탕에 민무늬 혹은 짙은 점무늬나 얼룩무늬가 난다; 밑표면은 흰색이다.
주둥이에서 항문까지 5.7 cm, 꼬리도 5.7 cm이다.

## 분포

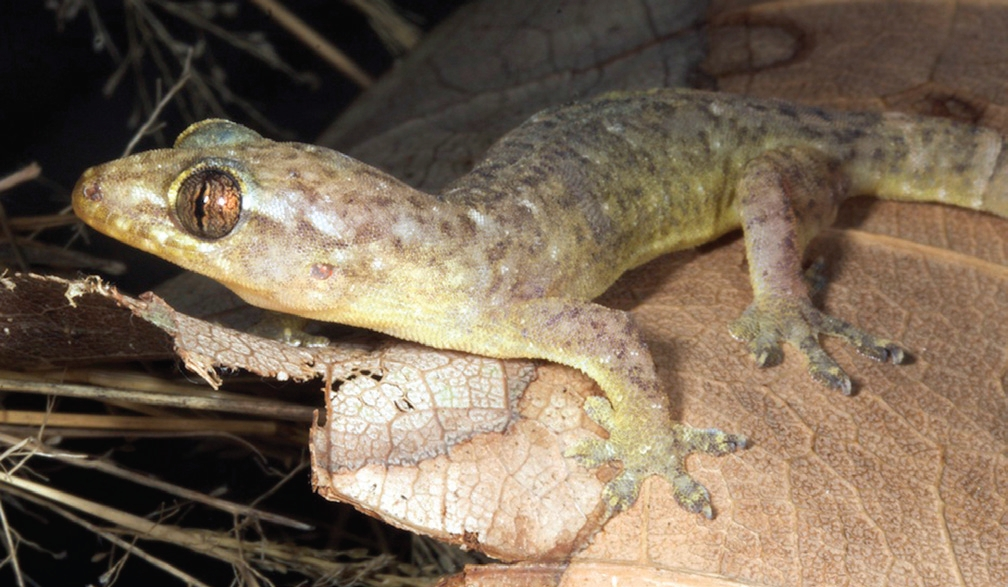

네발톱은 스리랑카, 태국, 말레이시아, 중국 남동부, 필리핀 제도, 인도네시아, 뉴기니, 프랑스령 폴리네시아, 핏케언 제도, 마스카레네 제도, 셰이셸 제도, 멕시코 서부, 마우이, 하와이 등의 지역에 널리 분포한다.

## 습성
대부분의 도마뱀붙이류처럼 주변 환경에 굉장히 잘 적응하지만, 보통은 삼림지대, 바위로 뒤덮인 지역, 인간 거주지를 선호한다. 하와이의 모래사장에서도 굉장히 흔한데, 그 곳에서는 침입종으로 여겨진다. 사람의 주택에서 거주하기를 선택하며, 주변에 사람이 있단 믈든 개의치 않는 것 같다. 대부분의 사람들도 도마뱀붙이를 신경쓰지 않는데, 아마도 네발톱이 야행성이며 낮에는 대부분의 시간을 벽과 천장에 달라붙어서 보내기 때문일 것이다. 이 녀석들은 별로 방해받지 않으며, 이는 집에 사는 해충을 먹이로 삼아서 도움이 되기 때문이다.
네발톱은 도마뱀붙이류 치고는 작지 않아서 12 cm까지 자란다. 꼬리는 거의 몸 전체만큼이나 길다.
대부분의 집도마뱀붙이류와 마찬가지로 의사소통을 위해 짹짹댈 수 있다.